# NWAタッグ・リーグ戦
NWAタッグ・リーグ戦（エヌ・ダブリュー・エイ・タッグ・リーグせん）は、日本プロレス主催、NWA公認で1970年-1972年に開催されたプロレスのタッグ選手権シリーズである。

## 概要
大会方式は「日本側チーム対外国側チーム」の対抗戦の図式を取り、2回戦総当り（第3回は1回総当りのみ）、1試合を45分3本勝負とする形式を取り入れた。
この大会は、当時日本テレビが『日本プロレス中継』で独占放送していた日本プロレスの春の一大イベントであった「ワールドリーグ戦」に対抗して、それが『ワールドプロレスリング』で放送できなかった日本教育テレビ（旧：NET、現：テレビ朝日）が、1970年7月に日本プロレスに企画を持ちかけて、秋の一大イベントとして成長させようと開催が計画された。しかし、ルールが煩雑であること（日本人同士も対戦する完全総当たりではなくワールドリーグ戦と同じ日本陣営対外国陣営の対抗戦であることや、勝ち点制度が複雑であること）、タッグメンバーも抽選によって決定された即席チームであること（ジャイアント馬場・アントニオ猪木組の試合は「馬場の試合は日本テレビの独占」というNET参入時の取り決めによりNETで放映できないという事情もあり主力選手が個別に若手選手とタッグチームを編成）、また第3回では日本プロレスの主力だった猪木が追放、馬場も独立するなどしたため観客動員が低迷し、「タッグリーグ戦は成功しない」というジンクスを打ち破ることはできなかった。
テレビ中継は第1回と第2回が日本テレビとNETテレビの両方で、第3回は日本テレビが『日本プロレス中継』を打ち切って『全日本プロレス中継』に変更したため、NETテレビ単独で放送された。
なお、1990年代に旗揚げされたIWA・JAPANにて「NWA世界タッグリーグ戦」なるリーグ戦が開かれているが、別物である。

## 第1回
開催期間1970年9月25日 - 11月5日
タッグチームは報道関係者や主催者が立会いの下、厳正な抽選により日本側・外国側それぞれ4組8人ずつ（合計8組16人）のチームを編成し、45分間の3本勝負でそれぞれの試合ごとに勝利したチームに勝ち点を1ずつ与えるという方式であった。よって2勝すれば勝ち点2が与えられるだけでなく、1勝しか挙げられなかった場合でも最低勝ち点1が与えられるという方式だった（ただし、タッグチームのメンバーの双方あるいはどちらか一方の選手が負傷で欠場となった場合は、そのチームの不戦敗扱いとみなし、不戦勝チームに1点が与えられる。またストレート負けは勝ち点0）。
最終的に各チームが8試合ずつを消化したところで、日本側・外国側それぞれの1位チーム同士（同点があった場合は順位決定の意味でのプレーオフ＜3回戦＞を行った）が決勝戦にコマを進め、60分3本勝負で優勝を争う。但し60分で0-0、もしくは1-1で決着が付かない場合は試合終了後に延長戦を時間無制限で開催し、そこで勝ったチームを優勝とした。
出場タッグチーム
日本側タッグチーム
- ジャイアント馬場&ミツ・ヒライ
- アントニオ猪木&星野勘太郎
- 吉村道明&グレート小鹿
- 大木金太郎&山本小鉄

外国側タッグチーム
- アーニー・ラッド&ロッキー・ジョンソン
- ニック・ボックウィンクル&ジョニー・クイン
- ラーズ・アンダーソン&ボブ・ループ
- フランキー・レイン&バッド・ラテール

決勝戦
予選で日本側1位の猪木&星野と、外国側1位のボックウィンクル&クインにより、11月5日に台東区体育館で行われた。1本目は33分に及ぶ死闘の末ボックウィンクルが星野をフォール、2本目は星野がクインをフォールして1-1としたものの規定の60分で決着が付かず、延長戦を行い、猪木がボックウィンクルを卍固めでギブアップさせ、猪木&星野が初代のNWAタッグリーグ総合優勝になった。決勝戦のテレビ中継は翌11月6日に日本テレビで録画中継された。

## 第2回
開催期間1971年9月24日 - 11月10日
出場チームが日本側・外国側とも5組10人ずつの10組20人に拡大。日本側チームは初参加の上田、坂口の2名を含め、全員前回大会からメンバーをシャッフルし実力のある選手同士のタッグを組んだ。外国側は2年連続参加のレイン以外は全員が初参加だった。しかし、そのレインが大会中に婦女暴行の罪で逮捕されるハプニングがあった。
基本的な試合方式は前回と同じだが、勝ち点のシステムを変更し、1本ごとにあらゆる勝ち（フォール・ギブアップ・リングアウト・反則行為を問わず）に1点ずつ、あらゆる負けは勝ち点0、引き分けは45分の時間切れである場合双方に1点、両者リングアウトによるものは勝ち点0とした。
出場タッグチーム
日本側チーム
- ジャイアント馬場&吉村道明
- アントニオ猪木&坂口征二
- 大木金太郎&ミツ・ヒライ
- グレート小鹿&上田馬之助
- ヤマハ・ブラザーズ（山本小鉄&星野勘太郎）

外国側タッグチーム
- ボブ・エリス&フランキー・レイン
- キラー・コワルスキー&バディ・オースチン
- ネルソン・ロイヤル&ポール・ジョーンズ
- スニー・ワー・クラウド&グレート・スヌーカ
- ダルトン・ブラザーズ（ジム・ダルトン&ジャック・ダルトン）

決勝戦
決勝は11月1日に東京都体育館で個人としての2連覇を目指す猪木と坂口の新コンビにコワルスキー&オースチンが挑んだが、1本目は坂口がオースチンを体固めで下し、2本目は猪木の十八番である卍固めでコワルスキーを押さえ込んで2連勝で日本勢の連覇が決まった。特に猪木にとっては前回の星野とタッグを組んだ大会に次ぐ個人での連覇を成し遂げた。決勝戦のテレビ中継は当日NETテレビで生中継された。

## 第3回
開催期間1972年9月25日 - 11月3日
個人で連覇を達成した猪木が会社乗っ取りを企てようとしたため日本プロレスから追放処分を受けたこと（後に新日本プロレスを設立して独立）、また馬場も日本テレビとのつながりの関係から全日本プロレスを立ち上げて独立した影響から、この大会の日本側チームは若手の高千穂、松岡、永源が新たに加わった。
今回は総当り回数を1回に減らし、45分3本勝負で勝ち越した側（2-1で勝利）に対して勝ち点1を与える。45分で決着が付かない場合は時間無制限で延長戦を行う。決勝戦は従来と同じ。
出場タッグチーム　　
日本側タッグチーム
- 坂口征二&高千穂明久
- 大木金太郎&グレート小鹿
- 吉村道明&星野勘太郎
- 上田馬之助&ミスター松岡
- ミツ・ヒライ&永源遥

外国側タッグチーム
- ワルドー・フォン・エリック&フリッツ・フォン・ゲーリング（英語版）
- ダニー・ホッジ&ネルソン・ロイヤル
- ハミルトン・ブラザーズ（ラリー・ハミルトン&ジョー・ハミルトン）
- ザ・ヒッピーズ（ジェロム・クリステンセン&ジョセフ・クリステンセン）

決勝戦
決勝戦は10月31日に大阪府立体育館で行われ、坂口&高千穂がハミルトン・ブラザーズを2-1で下して優勝。日本側が3連覇を達成した。坂口は猪木に次ぐ個人での連覇だった。1973年春に坂口が離脱、NETの中継も新日本プロレスに移行したことで日本プロレスが崩壊したため、第3回が最後のリーグ戦となった。